# 미지의 여인에게서 온 편지 (2004년 영화)
미지의 여인에게서 온 편지(一個陌生女人的來信, Letter From An Unknown Woman)는 중국에서 제작된 왕정 감독의 2004년 드라마 영화이다. 강문 등이 주연으로 출연하였고 마보평 등이 제작에 참여하였다.

## 출연

### 주연
- 강문
- 채탁연
- 쉬징레이
- 진위정

### 조연
- 린유안
- 초황
- 손비호
- 허소웅
- 소자호
- 오군여
- 마은연
- 왕정
- 장폭묵
- 황각
- 원경단
- 곽흔
- 왕해진
- 쑤샤오밍
- 장달명
- 장 이바이
- 이용
- 임설
- 장양
- 번소황
- 곡문연
- 침웅
- 이침
- 루이
- 마영명
- 셰나
- 유선
- 삼미
- 부흔
- 첨서문
- 일군
- 이만균
- 사뢰
- 고해녕
- 주풍염
- 담준언
- 양정각
- 손요위
- 여자명
- 막미림
- 왕종요
- 장훼
- 임가릉
- 포화정
- 허사사
- 양시
- 양형형
- 이유희
- 뇌소아
- 향림
- 원아군
- 제려려
- 이영
- 왕교
- 량신
- 하연
- 호가
- 양일격
- 구헌위
- 허명휘
- 하국남
- 포화
- 여상영
- 주숙혜
- 나위림
- 왕조강
- 양걸개
- 전요영
- 동문영
- 사도휘
- 상예문
- 유옥영
- 사영화
- 황지굉
- 임자창
- 장개가
- 육문위
- 척무진
- 이민준
- 황예생
- 소위빈
- 석지위
- 임위업
- 황호곤
- 맥위봉

## 제작진
- 원작자: 슈테판 츠바이크
- 출품인: 동평
- 출품인: 이국흥
- 출품인: 이국림
- 출품인: 이명
- 출품인: 여서강
- 출품인: 엄명
- 프로듀서: 조의
- 프로듀서: 동평
- 프로듀서: 조의군
- 프로듀서: 석효엽
- 프로듀서: 쉬징레이
- 프로듀서: 유영
- 프로듀서: 왕연명
- 프로듀서: 장강니
- 프로듀서: 이공락
- 조명: 채례웅
- 조명: 주지용
- 조감독: 증소정
- 조감독: 진준
- 녹음: 진침
- 녹음: 증경상
- 음향편집: 왕우홍
- 음향편집: 왕뢰
- 음향편집: 막혜가
- 미술: 고건화
- 미술: 마영명
- 미술: 조구평
- 미술: 막소종
- 미술: 장건군
- 소품: 양철성
- 분장: 라우 윙
- 의상: 막소종
- 의상: 동화묘
- 무술감독: 침화신